# Guatteria aberrans
Guatteria aberrans är en kirimojaväxtart som beskrevs av Erkens och Paulus Johannes Maria Maas. Guatteria aberrans ingår i släktet Guatteria och familjen kirimojaväxter. Inga underarter finns listade i Catalogue of Life.